# Крок, Кирилл Игоревич
Кирилл Игоревич Крок (род. 15 ноября 1967, Москва) — советский и российский театральный общественный деятель, директор Государственного академического театра имени Евгения Вахтангова с 2010 года. Заслуженный деятель искусств Российской Федерации (2021). Заслуженный работник культуры Российской Федерации (2018).

## Биография
Окончил московскую школу № 166. Бросив юридический институт, работал бутафором, осветителем, монтировщиком сцены в московском ТЮМе, в Детском центр-театре «На Полянке», в театре иллюзий. С 2000 году работал на должности директора-распорядителя московского театра «Модернъ», заместителем художественного руководителя. В то же время был заместителем ректора Школы-студии МХАТ и директором её Учебного театра.
В 2010 году был приглашён в Государственный академический театр имени Е. Вахтангова. При нём удалось из финансируемой организации превратить театр в высокоприбыльный, где «практически никогда не бывает свободных мест». За заслуги в управлении театром был награждён высшей ведомственной наградой Министерства культуры РФ.
В 2018 году Указом Президента присвоено звание «Заслуженного работника культуры РФ». За вклад в развитие российского театра награждён премией Станиславского в 2018 году.
В 2021 году Указом Президента присвоено звание «Заслуженного деятеля искусств РФ».
В 2024 году являлся доверенным лицом кандидата в президенты России Владимира Путина.

## Награды и премии
- Медаль «За веру и добро» (2017 год, Кемеровская область) — за особые заслуги в области культуры, высокопрофессиональную деятельность в сфере театрального менеджмента, личный вклад в укрепление культурных связей с Кузбассом, подготовку и проведение гастролей Государственного академического театра имени Евгения Вахтангова в рамках празднования 400-летия г. Новокузнецка[9].
- Заслуженный деятель искусств Российской Федерации (10 сентября 2021 года) — за большой вклад в развитие отечественной культуры и искусства, многолетнюю плодотворную деятельность[2].
- Заслуженный работник культуры Российской Федерации (29 июня 2018 года) — за большой вклад в развитие отечественной культуры и искусства, средств массовой информации, многолетнюю плодотворную деятельность[3].
- Почётный работник культуры города Москвы (5 декабря 2005 года)[10].
- Премия Правительства Российской Федерации за значительный вклад в развитие российской культуры (17 декабря 2021 года) — за постановку спектакля «ЦАРЬ ЭДИП»[11].
- Премия Станиславского.
- Нагрудный знак Министерства культуры РФ (2016).